# قضب جزري
قضب جزري (الاسم العلمي:Cadaba insularis) هو نوع من النباتات يتبع جنس القضب من الفصيلة القبارية.